# Argumentum ad populum
Argumentum ad populum (łac. „argument odwołujący się do upodobań ludu”) – pozamerytoryczny sposób argumentowania, w którym mówca odwołuje się do gustów, upodobań i przesądów tłumu. Bazując na egoizmie narodowym, instynktach, stereotypach czy uprzedzeniach, retor próbuje w ten sposób pozyskać lud do swojej tezy. Argument ten bazuje na niechęci większości ludzi do naruszenia status quo – innowacji, wszystkiego, co nowe i nieznane, trudnych problemów wymagających intensywnego myślenia, niejednoznaczności czy nonkonformizmu.
Według definicji Zygmunta Ziembińskiego jest to uciekanie się do argumentów nierzeczowych, które budzą emocje słuchaczy i odwracają uwagę od kwestii istotnych.

## Przykłady
- podżegacz na wiecu: Wszyscy doskonale wiecie, że R. to banda złodziei, wichrzycieli, oszustów i darmozjadów! Od zawsze tacy byli i to się nigdy nie zmieni! Niech się stąd wynoszą skąd przyszli!
- polityk w programie publicystycznym: W licznych krajach Europy Wschodniej i Bliskiego Wschodu system podatkowy jest liniowy - wszystkich obowiązuje ta sama stawka podatku. To oczywiste, bo nikt, kto chce być bogaty, nie chciałby być karany wyższym podatkiem za to, że ma więcej od biedaków.

## Literatura dodatkowa
- Tadeusz Kwiatkowski: Logika ogólna. Wydawnictwo UMCS, Lublin 1998.
- Narcyz Łubnicki: Nauka poprawnego myślenia. "Biblioteka Problemów", PWN, Warszawa 1963.
- Witold Marciszewski [red.]: Mała encyklopedia logiki. Ossolineum, 1988.
- Teresa Hołówka: Kultura logiczna w przykładach, PWN, Warszawa 2005.